# Luigi Anichini
Luigi Anichini (Venezia, 1510 ca. – Ferrara, dopo il 1559) è stato un orafo, intagliatore e medaglista italiano.
Fabbricante di strumenti da orefice, fu apprezzato e lodato da Tiziano e da Pietro Aretino. Anche suo padre Francesco Anichini e i suoi fratelli Andrea e Callisto furono orefici.
Nel 1531 l'Aretino parla, in una lettera indirizzata a Massimiliano Stampa, di una sua medaglia su cui è raffigurato Marte. In un'altra lettera, indirizzata ad Anichini nel 1537, lo definisce "giovane".
Fu in rapporti con la corte di Ferrara, dove ebbe un'abitazione fino al 1540. I rapporti proseguirono anche in tempi successivi: c'è una lettera del 1559 di Anichini a Ercole II d'Este, in cui si dispiace di non poter andare a Ferrara a causa di lavori che lo obbligavano a restare a Venezia.
Le sue opere non si sono conservate, ma alcune sono note da corrispondenze epistolari: un "Ganimede", un sigillo con la "Medusa" per l'Aretino, entrambi citati dall'Aretino in varie lettere. Forse è di Anichini un cammeo con inciso il ritratto di Giovanni delle Bande Nere, anche questo citato in una lettere di Pietro Aretino.
A Venezia nella collezione Contarini era presente una pietra con un "Apollo saettante". 